# Cees Nooteboom
Cees Nooteboom (pseudónimo de Cornelis Johannes Jacobus Maria; Haia, 31 de julho de 1933) é um novelista, ensaísta, poeta, tradutor e hispanista neerlandês. 

## Biografia
A sua formação escolar foi marcada por mudanças constantes por várias escolas. Dentro das instituições que o receberam encontra-se um mosteiro franciscano em Venray e uma escola agostiniana em Eindhoven. Terminou os estudos numa escola noturna de Utrecht. 
Obteve o seu primeiro trabalho em 1951 num banco de Hilversum, mas rapidamente o abandonou para viajar pela Europa. Esta primeira viagem permitiu-lhe a base para a sua primeira obra de ficção, Phillip e os outros, publicada em 1957 e galardoada com o Prémio Anne Frank. Seguidamente, uma obra que reflete sobre o ofício de escritor dentro da estética do nouveau roman, De ridder is gestorben ("O cavaleiro morreu", 1963). De Parijse beroerte ("Os distúrbios de Paris", 1968) trata sobre o Maio de 1968 em França. Rituels ("Rituales", 1980) foi uma novela que obteve grande êxito, dentro da orientaçãoexistencialista que rege a sua obra. Destacam-se as obras posteriores Uma canção do ser e a aparência, (Het lied van schijn en wezen, 1981) e In Nederland ("Nas montanhas dos Países Baixos", 1984), onde contrapõe ficção e realidade. Em 1992 foi distinguido com o Prémio Constantin Huygens e o Prémio Aristeion no ano seguinte.